# Guccio di Mannaia
Guccio di Mannaia est un des plus importants orfèvres  italiens médiévaux du Duecento, qui est documenté à Sienne entre 1292 et 1318.

## Biographie
Guccio di Mannaia est documenté la première fois le 5 juillet 1292 par un acte notarié qui le signale comme Guccio Mannaiae aurifici et par trois paiements enregistrés le 1er janvier 1294, le 4 septembre 1298 et le 7 juillet 1318.
Il était de plus inscrit à la corporation des orfèvres siennois depuis 1311.

## Œuvres
- Calice, en argent doré de 220 mm de hauteur, trésor de la basilique Saint-François d'Assise. Réalisé entre 1288 et  1292, pour le pape Nicolas IV en l'honneur de saint François d'Assise, il porte l'inscription  NICCHOLAVS PAPA QUARTVS / GVCCIVS MANAIE DE SENIS FECIT [3].
- Sceau  « des neuf seigneurs » (matrice  payée douze livres) pour le Conseil de neuf de Sienne[4].